# Tuberculosa austini
Tuberculosa austini là một loài nhện trong họ Lycosidae.
Loài này thuộc chi Tuberculosa. Tuberculosa austini được Volker W. Framenau & J. S. Yoo miêu tả năm 2006.